# Riolobos
Riolobos és un municipi de la província de Càceres, a la comunitat autònoma d'Extremadura (Espanya).

## Demografia
| 2001 | 2002 | 2003 | 2004 | 2005 | 2006 | 2007 |
| ---- | ---- | ---- | ---- | ---- | ---- | ---- |
| 1490 | 1477 | 1421 | 1372 | 1316 | 1268 | 1225 |